# Yttertjärnen, Lappland
Yttertjärnen är en sjö i Arvidsjaurs kommun i Lappland och ingår i Piteälvens huvudavrinningsområde. Yttertjärnen ligger i Piteälven Natura 2000-område.